# ハムバグ
『ハムバグ』（Humbug）は、イギリスのロックバンド、アークティック・モンキーズのサードアルバムである。
公式リリース(UK)は2009年8月24日だが、日本では2009年8月19日に全世界先行発売された。アルバムのタイトルである「humbug」とはイギリスで売られているキャンディの名称である。

## 収録曲
1. マイ・プロペラ - My Propeller
2. クライング・ライトニング - Crying Lightning
3. デンジャラス・アニマルズ - Dangerous Animals
4. シークレット・ドア - Secret Door
5. ポーション・アプローチング - Potion Approaching
6. ファイヤー・アンド・ザ・サッド - Fire And The Thud
7. コーナーストーン - Cornerstone
8. ダンス・リトル・ライアー - Dance Little Liar
9. プリティ・ヴィジターズ - Pretty Visitors
10. ザ・ジュエラーズ・ハンズ - The Jeweller's Hands
11. アイ・ハヴント・ゴット・マイ・ストレンジ - I Haven't Got My Strange※
12. レッド・ライト・ハンド - Red Right Hand（ニック・ケイヴ・アンド・ザ・バッド・シーズのカバー）※

※は日本盤ボーナストラック。

## シングル
- クライング・ライトニング - Crying Lightning

## パーソナル
- アレックス・ターナー - ボーカル、ギター
- ジェイミー・クック - ギター
- マット・ヘルダース - ドラム
- ニック・オマリー - ベース